# Skræppe
Skræppe (Rumex) er udbredt med 200 arter af enårige, toårige og flerårige urter (stauder) over hele den nordlige halvkugle. Desuden er mange arter naturaliseret de fleste andre steder. Det er opretvoksende planter med kraftige pælerødder. Bladene danner en grundstillet roset, mens de få blade på de blomstrende skud er spredtstillede og som regel smallere. Blomsterne er meget små, men da de sidder samlet i store mængder ved enden af høje skud, ses de alligevel tydeligt. Hver blomst danner en trekantet nød. Her omtales kun de arter, som er vildtvoksende i Danmark, eller som dyrkes her.
| Arter |

- Almindelig syre (Rumex acetosa)
- Butbladet skræppe (Rumex obtusifolius)
- Byskræppe (Rumex longifolius)
- Dusksyre (Rumex thyrsiflorus)
- Dyndskræppe (Rumex aquaticus)
- Engelsk spinat (Rumex patienta)
- Havesyre (Rumex rugosus)
- Klippeskræppe (Rumex bryhnii)
- Kruset skræppe (Rumex crispus)
- Nøgleskræppe (Rumex conglomeratus)
- Rødknæ (Rumex acetosella)
- Skovskræppe (Rumex sanguineus)
- Strandskræppe (Rumex maritimus)
- Sumpskræppe (Rumex palustris)
- Vandskræppe (Rumex hydrolapathum)